# Île des Prévots
L'Île des Prévots est une île située sur l'Yerres appartenant à Crosne.

## Description
Elle s'étend sur plus de 560 m de longueur pour une largeur moyenne d'environ 180 m. Elle est classée depuis 1982 pour sa biodiversité.
Une passerelle a été établie en mars 2002 pour y donner accès et une promenade y a été aménagée.